# Nīca
Nīca är en kommunhuvudort i Lettland.   Den ligger i kommunen Nīcas novads, i den västra delen av landet, 200 km väster om huvudstaden Riga. Nīca ligger 6 meter över havet och antalet invånare är 981.
Terrängen runt Nīca är mycket platt. Runt Nīca är det glesbefolkat, med 8 invånare per kvadratkilometer. Närmaste större samhälle är Liepāja, 19,2 km norr om Nīca. I omgivningarna runt Nīca växer i huvudsak blandskog.